# ساناز اباذرنژاد
ساناز اباذرنژاد یک بازیکن فوتبال ایرانی است که در پست مدافع در باشگاه فوتبال زنان شهرداری سیرجان در لیگ کوثر بازی می‌کند. او عضو تیم ملی فوتبال زنان ایران است.